# Ernst Brenner
Ernst Brenner (Basileia, 9 de dezembro de 1856 - Menton, 11 de março de 1911)  foi um político suíço.
Brenner foi eleito para o Conselho Federal Suíço em 25 de março de 1897 e exerceu o seu mandato até à data da sua morte. Foi Presidente da Confederação Suíça em 1901 e em 1908.